# Роберт Брет
Роберт Брет (Бриж, 11. фебруар 1912 – Бриж, 23. фебруар 1987) био је високи белгијски голман. Никада није играо ни за један други фудбалски тим осим за Серкл Бриж. Брет се сматра једним од највишљих у историји тима. Био је у репрезентацији Белгије која је учествовала на Светском првенству у фудбалу 1938. године.
Брет је дебитовао за Белгију у пријатељској утакмици против Пољске у октобру 1931. године и укупно је одиграо 14 наступа. Његова последња репрезентативна утакмица била је утакмица против Холандије у фебруару 1938. године.

## Спољaшње везе
- Information about former presidents of Cercle Brugge Архивирано на веб-сајту  (25. септембар 2010)
- Cerclemuseum.be